# Красная Горка (Рыбинский район)
Красная Горка — посёлок в Покровской сельской администрации Покровского сельского поселения Рыбинского района Ярославской области .
Посёлок с застройкой городского типа находится в  южных  окрестностях города Рыбинск,  на левом берегу реки Черёмухи, к югу от посёлка Кстово. Южнее посёлка за небольшим ручьём деревня Максимовское .
Поселок построен на живописной возвышенности, вполне соответствуя своему названию. В окрестностях посёлка находится небольшой аэродром, сейчас используемый в спортивных целях. Хорошая транспортная доступность позволяет жителям посёлка работать в городе. В посёлке ведётся интенсивное коттеджное строительство состоятельными жителями города, желающими сочетать жизнь на природе и городскую доступность.
На 1 января 2007 года в посёлке числилось 577 человек . Посёлок обслуживается почтовым отделением санатория им. Воровского, в нём 4 улицы: Центральная, Садовая, Трутневская, Каштановая .  Одна из улиц названа по бывшей деревне Трутнево, поглощенной посёлком.
Посёлок указан на плане Генерального межевания Рыбинского уезда 1792 года, как Чёрная Гора, а Трутнево, как деревня Труднева.